# Cao Phòng
Cao Phòng (1922–1988), tên thật là Nguyễn Đăng Ngọ, là Thiếu tướng Công an nhân dân Việt Nam, Phó Tổng cục trưởng Tổng cục Cảnh sát, Anh hùng Lực lượng vũ trang nhân dân.

## Thân thế
Nguyễn Đăng Ngọ sinh ra trong một gia đình nghèo ở huyện Sơn Lãng, tỉnh Hà Đông, nay là xã Cao Thành, huyện Ứng Hòa, Thành phố Hà Nội.
Thời trẻ, ông theo học ở Trường Trung học Bảo hộ (Trường Bưởi). Sau khi tốt nghiệp trung học, ông thi đỗ vào Trường Đại học Y Dược Hà Nội. Khi lên năm thứ hai, ông quyết định lại gác lại việc học để đi hoạt động cách mạng, làm Đội viên Đội tuyên truyền Cứu quốc tại Hà Nội.

## Cuộc đời
Năm 1945, sau Cách mạng Tháng Tám, ông tham gia Đội Thanh niên Cứu quốc Hà Nội. Năm 1946, ông được lựa chọn vào Đội trinh sát của Sở Công an Bắc Bộ, tham gia phá giải nhiều âm mưu chính trị lẫn quân sự của các tổ chức chống đối như Việt Quốc, Việt Cách, Đại Việt, đặc biệt là vụ án phố Ôn Như Hầu.
Sau ngày Toàn quốc kháng chiến, ông được phân công làm cán bộ trinh sát đặc biệt của nha Công an Trung ương, phụ trách các tỉnh Bắc Cạn, Thái Nguyên, Tuyên Quang và Cao Bằng. Ông từng thuộc đơn vị công an bảo vệ Đài phát thanh Quốc gia (khi đó đã sơ tán khỏi Hà Nội). Tháng 2 năm 1949, ông được phổ nhiệm làm Đại đội phó, sau đó là Đại đội trưởng Đại đội độc lập bảo vệ ATK. Đồng thời ông cũng tham gia điều tra nhiều vụ án lớn như vụ án Trần Dụ Châu, vụ trộm tiền ở ở Nha Công an Trung ương. Do giỏi tiếng Pháp, ông còn tham gia điều tra các hoạt động tình báo và phản gián của quân đội Pháp, cũng như hỏi cung tù binh. Năm 1950, ông bảo vệ Chủ tịch Hồ Chí Minh tham gia Chiến dịch Biên giới, sau đó tham gia hỏi cung, khai thác tài liệu đối với tù binh quân đội Pháp thuộc binh đoàn Marcel Le Page và Pierre Charton. Năm 1954, sau Chiến dịch Điện Biên Phủ, ông phụ trách hỏi cung đối với tướng Christian de Castries, từ đó khai thác được nhiều thông tin quan trọng.
Sau năm 1954, trước các hành động phá hoại của Mỹ và chính quyền Ngô Đình Diệm, ông được bổ nhiệm làm Đặc phái viên của Cục Bảo vệ chính trị, tham gia chỉ đạo khám phá các vụ án lớn, vạch trần được nhiều tổ chức chống phá cũng như gián điệp, biệt kích. Năm 1958, ông được điều về làm Phó trưởng phòng Hồ sơ. Năm 1964, ông được bổ nhiệm làm Trưởng phòng Nghiên cứu tổng hợp thuộc Cục Bảo vệ Nội bộ. Năm 1968, Cục Quản lý hồ sơ được thành lập dựa trên Phòng Hồ sơ, ông được điều về làm Phó Cục trưởng.
Năm 1974, ông được bổ nhiệm làm Cục trưởng Cục Chấp pháp, tham gia phá vụ án X92, phát hiện và bắt giữ được gián điệp Võ Văn Ba của CIA, góp phần ổn định đất nước sau thắng lợi mùa xuân năm 1975. Tháng 6 năm 1981, ông thụ phong quân hàm Thiếu tướng, là một trong những vị tướng Công an đầu tiên, giữ chức Phó Tổng cục trưởng Tổng cục Cảnh sát nhân dân đến khi mất.

## Danh hiệu
Thiếu tướng Cao Phòng được tặng thưởng nhiều Huân chương cao quý, trong đó có Huân chương Kháng chiến chống Pháp hạng Ba, Huân chương Quân công hạng Nhất, Huân chương Chiến thắng hạng Nhất, Huân chương Kháng chiến chống Mỹ hạng Nhất, còn có nhiều huân chương hữu nghị do các nước Liên Xô, Ba Lan, Tiệp Khắc, Cộng hòa Dân chủ Đức, Bungari, Lào, Cuba. Ngày 31 tháng 1 năm 2018, Thiếu tướng Cao Phòng được truy tặng danh hiệu Anh hùng Lực lượng vũ trang nhân dân do những đóng góp trong cuộc kháng chiến chống Mỹ. Lễ trao tặng được tổ chức vào ngày 23 tháng 2 năm 2018.

## Gia đình
Thiếu tướng Cao Phòng kết hôn với nghệ sĩ ưu tú Lê Thu. Hai ông bà kết hôn vào ngày 19 tháng 1 năm 1950 tại lán Hội trường Nha Công an Trung ương (Sơn Dương, Tuyên Quang), ngay sau khi Hội nghị Công an toàn quốc lần thứ V được tổ chức. Hai người có ba con gái là Nguyễn Minh Hợp, Nguyễn Minh Hà, Nguyễn Minh Hạnh. Bà Hà là vợ Đại tá Phạm Văn Chiến, nguyên Phó cục trưởng Cục Hồ sơ An ninh. Bà Hạnh là phu nhân của Trung tướng Nguyễn Chí Thành, nguyên Tổng cục trưởng Tổng cục An ninh I.